# Татищев, Алексей Данилович
Алексе́й Дани́лович Тати́щев (1697—1760) — генерал-аншеф, действительный камергер, сенатор из рода Татищевых; брат А.  Д. Татищева.

## Биография
Сын комнатного стольника Данилы Татищева, отец масона Петра Татищева, двоюродный дед дипломата Д. П. Татищева. Служил денщиком у Петра I. Екатерина I в марте 1725 году произвела Татищева в гоф-юнкеры, а 26 ноября 1726 года — в камер-юнкеры. При Петре II, когда у власти находились Долгоруковы, Татищев попал в опалу и был удалён от двора.
При Анне Ивановне ему было возвращено прежнее звание; в 1737 году был пожалован в действительные камергеры. Участник русско-турецкой войны 1735—1739 годов. Он стал инициатором постройки Ледяного дома зимой 1740 года и устройства в нём свадьбы шута-князя Голицына и придворной калмычки Бужениновой. Устройством праздника распоряжался А. П. Волынский, исполнением затеи ведал Татищев. Он же придумал устроить по случаю такого праздника и своеобразную этнографическую выставку: со всех концов России потребовали прислать в столицу «по три и по две пары мужеска и женска пола пополам» инородцев: вотяков, калмыков, татар, остяков, самоедов, черемис и других, «собою не очень гнусных», — в национальных костюмах с оружием и музыкальными инструментами.
24 мая 1742 года при Елизавете Петровне Татишев был произведён в генерал-поручики и назначен генерал-полицмейстером (с одновременным переводом этой должности из пятого в третий класс «Табели о рангах»). На этом посту, который он занимал до самой смерти, А. Д. Татищев добился полной самостоятельности — с 1746 года генерал-полицмейстер стал подчиняться непосредственно императрице, а его требованиям должны были оказывать всяческое содействие. 30 августа (10 сентября) 1757 года Татищев был произведён в генерал-аншефы.

## Семья
Был женат на Настасье-Марии Нефедовне Кудрявцевой (1708—17.03.1737), дочери казанского вице-губернатора Н. Н. Кудрявцева, убитого Пугачёвым.
- Анна Алексеевна (1729—1764) — с 8 февраля 1748 года супруга графа Петра Ивановича Панина (1721—1789)[1];
- Пётр Алексеевич (1730—1810) — женат на Анастасии Парамоновне Плещеевой (ум. 1769);
- Мария Алексеевна (1735—1801) — с 29 июля 1754 года супруга капитан-поручика князя Василия Михайловича Голицына (25.12.1731—08.03.1797[2]).